# 1099 (szám)
Az 1099 (római számmal: MXCIX) az 1098 és 1100 között található természetes szám.

## A szám a matematikában
A tízes számrendszerbeli 1099-es a kettes számrendszerben 10001001011, a nyolcas számrendszerben 2113, a tizenhatos számrendszerben 44B alakban írható fel.
Az 1099 páratlan szám, összetett szám, félprím. Kanonikus alakja 71 · 1571, normálalakban az 1,099 · 103 szorzattal írható fel. Négy osztója van a természetes számok halmazán, ezek növekvő sorrendben: 1, 7, 157 és 1099.
54-szögszám.
Az 1099 negyvenkét szám valódiosztó-összegeként áll elő, ezek közül a legkisebb a 2037.

## Csillagászat
- 1099 Figneria kisbolygó